# Tadeusz Pałko
Tadeusz Pałko (ur. 2 marca 1940 w Żeliźnie) – polski inżynier, profesor nauk technicznych o specjalności elektronika, elektronika medyczna, miernictwo elektryczne i elektroniczne, technika radiacyjna. Profesor zwyczajny na Wydziale Mechatroniki Politechniki Warszawskiej.

## Życiorys
Urodził się 2 marca 1940 w Żeliźnie k/Radzynia Podlaskiego, syn Bronisława i Jadwigi. W 1965 roku ukończył z wyróżnieniem studia magisterskie na Wydziale Łączności Politechniki Warszawskiej. Stopień doktora uzyskał na PW w 1974, a w 1985 stopień doktora habilitowanego na Wydziale Automatyki, Elektroniki i Informatyki Politechniki Śląskiej w zakresie inżynierii biomedycznej. Tytuł naukowy profesora w dziedzinie nauk technicznych otrzymał 9 marca 1992. 
W pracy naukowo-badawczej zajmuje się technikami odbioru i przetwarzania sygnałów oraz budową elektronicznej aparatury medycznej do monitorowania rytmu serca (w tym do rejestracji i analizy czynności układu bodźcotwórczo-przewodzącego serca), oznaczenia parametrów hemodynamicznych i ich modelowania oraz do nieinwazyjnej gazometrii krwi i gazów oddechowych. Wiele jego badań zostało wdrożonych przemysłowo m.in. czujniki tętna, elektrody EKG, kardiotachometry, monitor EKG, miernik przepływu całkowitego krwi, oksymetry, reografy.
Od 1991 profesor nadzwyczajny PW, a od 2001 profesor zwyczajny tej uczelni. Pracuje w Instytucie Metrologii i Inżynierii Biomedycznej Politechniki Warszawskiej, a w latach 1991–2012 pełnił funkcję jego dyrektora. Był także profesorem wizytującym i konsultantem naukowym Instytutu Techniki i Aparatury Medycznej w Zabrzu. 
Przewodniczący Komitetu Fizyki Medycznej, Radiobiologii i Diagnostyki Obrazowej Polskiej Akademii Nauk w kadencji 2020–2023, członek prezydium Komitetu Biocybernetyki i Inżynierii Biomedycznej w kadencji 2016–2020. Członek Towarzystwa Naukowego Warszawskiego Wydział VI Nauk Technicznych oraz członek Komisji Rewizyjnej TNW. Przez wiele lat związany z Polskim Towarzystwem Techniki Sensorowej, którego od 2010 jest członkiem honorowym. Przewodniczący Polskiego Komitetu Inżynierii Biomedycznej Stowarzyszenia Elektryków Polskich i członek tegoż Stowarzyszenia (od 1979). W przeszłości członek Centralnej Komisji do Spraw Stopni i Tytułów. Jest także członkiem organizacji międzynarodowych: International Federation for Biomedical Engineering (IFMBE) oraz International Organization for Medical Physics (IOMP).
Żonaty z Jolantą (z d. Hewelke), ma trójkę dzieci – Magdalenę, Krzysztofa Jakuba i Katarzynę Annę. 

## Odznaczenia i nagrody
- Srebrny Krzyż Zasługi (1982)[2]
- Złoty Krzyż Zasługi (1989)[2]
- Krzyż Kawalerski Orderu Odrodzenia Polski (1999)[12]
- Medal Komisji Edukacji Narodowej (1999)[2]
- Krzyż Oficerski Orderu Odrodzenia Polski (2014)[13]

W 1989 otrzymał Odznakę Honorową SEP. W 2017, podczas Międzynarodowej Warszawskiej Wystawy Wynalazków IWIS 2017 jego zespół otrzymał złoty medal za wynalazek Przenośne urządzenie do ulepszonej kontrapulsacji zewnętrznej. W 2018 kierowany przez niego zespół otrzymał Nagrodę Naukową Politechniki Warszawskiej im. Ignacego Mościckiego za opracowanie i wprowadzenie do stosowania oryginalnego specjalistycznego urządzenia pn. Fizyczny model termodynamiczny piersi.

## Wybrane publikacje
- Pałko T., Oximetry and capnometry in blood and breathing gases, w: Biocybernetics and Biomedical Engineering, 1996, nr 1/2, s. 151-169, ISSN 0208-5216.
- Pałko T., Impedance methods for tissue characterization, w: Biocybernetics and Biomedical Engineering, 2002, nr 4, s. 69-77, ISSN 0208-5216.
- Szczepański A., Jastrzębski J., Pałko T., Książkiewicz A., Guć M., A new noninvasive method of cardiac output determination: principle of measurement, w: Biocybernetics and Biomedical Engineering, 2000, nr 2, s. 103-109, ISSN 0208-5216.
- Pałko T., Impedance – cardiography for the assessment of haemodynamic effect of electrocardiotherapy, w: Polish Journal of Medical Physics and Engineering: official publication of the Polish Society of Medical Physics, Vol. 10, nr 4 (2004), s. 201-208, ISSN 1898-0309.
- Golnik N., Zielczyński M., Bulski W., Gryziński M. A., Pałko T., Tulik P., Recombination methods for determination of neutron contribution to H(10) at medical accelerators, w: Polish Journal of Medical Physics and Engineering: official publication of the Polish Society of Medical Physics, Vol. 11, nr 2 (2005), s. 61-73, ISSN 1898-0309.

## Wybrane patenty
- Patent nr 187472 (22 grudnia 2003), Sposób i urządzenie do wymuszania ukierunkowanego ruchu płynów w ciałach mikroporowatych i/lub włóknistych, współautor[16].
- Patent nr 220891 (11 czerwca 2015), Urządzenie do kontrapulsacji nieinwazyjnej, współautor[17].
- Patent nr 222858 (20 listopada 2015), Czujnik elektrochemiczny samopolaryzujący do nieinwazyjnego pomiaru prężności tlenu we krwi tętniczej, współautor[18].
- Patent nr 227044 (12 kwietnia 2017), Sposób pomiaru sygnału elektrycznej impedancji krwi oraz układ pomiarowy sygnału elektrycznej impedancji krwi, współautor[19].
- Patent nr 231126 (18 września 2018), Sposób oceny uszkodzeń mięśni dna miednicy oraz sonda i zestaw do jego realizacji, współautor[20].